# Ranko Žeravica
Ranko Žeravica (Novo Miloševo, 17 de novembro de 1929 - Belgrado, 29 de outubro de 2015) foi um ex-basquetebolista e treinador de basquetebol sérvio. Foi incluído no Hall da Fama do Basquetebol em 2007 e é lembrado pelos primeiros grandes feitos do basquetebol iugoslavo.
Com seu comando conquistaram o primeiro título mundial em Liubliana em 1970 e a medalha de ouro nos Jogos Olímpicos de 1980 em Moscou.

## Histórico da Carreira de Clubes
- KK Partizan (1971-1974)
- FC Barcelona (1974-1976)
- KK Partizan (1976-1978)
- KK Pula (1978-1980)
- Estrela Vermelha (1980-1986)
- CAI Zaragoza (1987-1989)
- Irge Desio (1989-1990)
- Filadoro Napoli (1990-1991) (7 jogos)
- Conservas Doraca (1990-1991)
- Slobodna Dalmacija (1991-1992) (Até outubro de 1991)
- Onyx Caserta (1993-1994) (25 jogos)
- KK Partizan (1995-1996)
- Estrela Vermelha (1997-1998) (Até outubro de 1997)
- CAI Zaragoza (2002-2003) (Diretor de esportes e treinador de 25 de fevereiro a 19 de março de 2003)

### Títulos com clubes
- Campeão da Copa Korać em 1978
- Campeão da Liga Iugoslava em 1996

## Seleção Iugoslava
Foi treinador da Seleção Iugoslava em três Jogos Olímpicos (Cidade do México 1968, Munique 1972 e Moscou 1980), três Campeonatos Mundiais  (Uruguai 1967, Iugoslávia 1970 e Colômbia 1982) e três EuroBaskets (Finlândia 1967, Itália 1969 e Alemanha Ocidental 1971.

### Medalhas
- Medalha de Ouro nos Jogos Olímpicos de Verão de 1980
- Campeão Mundial na Iugoslávia em 1970
- Medalha de Prata nos Jogos Olímpicos de Verão de 1968
- Medalha de Prata no Mundial de 1967
- Medalha de Bronze no Mundial de 1982
- Medalha de Prata nos EuroBaskets de 1969 e 1971